# Anna Halman
Anna Halman (Ania; 21. června 1992 – 21. října 2006 Kiełpino Górne, Gdaňsk) byla žačka Gimnazja č. 2 v Gdaňsku, která spáchala sebevraždu poté, co se za přihlížení celé své třídy stala terčem sexuální šikany a kyberšikany ze strany pěti spolužáků. Její smrt odstartovala jeden z největších novodobých skandálů polského školství, obrátila pozornost novinářů a veřejnosti v zemích střední a východní Evropy k problému kyberšikany a někdejší ministr školství Roman Giertych tímto případem často argumentoval při prosazování své radikální školské reformy.

## Příčina sebevraždy
Ania byla podle svých spolužáků i rodičů mimořádně stydlivá dívka. Její matka tušila, že se 20. října něco ve škole stalo, ale nevěděla co, a když se zeptala, co špatného se jí ve škole přihodilo, Ania odvětila, že si poradí. Když se několik hodin poté oběsila, nezanechala po sobě žádný vysvětlující dopis na rozloučenou, ale policejní vyšetřování, nasměrované ke škole, rychle odhalilo, že den před tím byla během vyučovací hodiny, poté co učitelka odešla na více než 20 minut pryč, před zraky celé třídy napadena a sexuálně ponižována čtyřmi spolužáky, kteří z ní strhávali oblečení, osahávali ji a předstírali, že ji znásilňují. Prosila je, aby ji nechali, a pokoušela se před nimi schovat pod lavici, ale vytáhli si ji ven. Plakala, křičela a prosila ostatní spolužáky, aby jí pomohli, aniž by se však pomoci dočkala. Některé spolužačky se jí sice pokoušely zastat, neměly ale k tomu dost sil. Z chlapců ve třídě jí nikdo nepomohl, všichni to považovali za skvělou zábavu a se zájmem přihlíželi. Pátý žák nahrál většinu toho, co s ní dělali, na svůj mobilní telefon a když končili, řekl Anie, že natočený materiál umístí na internet, aby si ho všichni mohli prohlédnout.
Dívka nakonec utekla domů a později sdělila spolužačce, která za ní večer přišla, že se do školy už nevrátí, že se raději zabije. Ta ale nevěřila, že to myslí vážně, její matce sice naznačila, že by si s dcerou měla promluvit, ale bez jakýchkoliv podrobností. Další den Ania spáchala sebevraždu – oběsila se na švihadle.
Podle svědectví některých žáků nebyla Ania od útočníků napadena poprvé, dotyční jí měli se vzrůstající tendencí ztrpčovat život od doby, kdy odmítla s jedním z nich chodit, nikdy předtím však nemělo jít o nic tak závažného – byť to dle jejích kamarádek stačilo k tomu, aby z nich měla panickou hrůzu. Byla však příliš stydlivá a ustrašená, než aby si stěžovala – ideální oběť, jak konstatoval jeden z policistů, kteří mladíky vyslýchali. Zde je rozpor mezi tvrzením vedení školy a Aniných kamarádek: zatímco ředitel školy prohlásil, že neexistoval žádný náznak problému (později to změnil na jen několik málo drobných problémů), její kamarádky řekly novinářům, že napsaly do knihy stížností školy, že dotyční Aniu pronásledují. Nikdo z učitelů tomu ale podle nich nevěnoval pozornost.

## Pohřeb
V pátek 27. října se odehrál pohřeb Ani, kterého se zúčastnilo okolo tisíc lidí, včetně delegací několika škol. Pohřební obřad vedl osobně Tadeusz Gocłowski, arcibiskup a metropolita gdaňský. Den pohřbu byl zároveň z rozhodnutí ministra školství Romana Giertycha dnem smutku na všech polských školách a na některých místech v Polsku se odehrály demonstrace žáků a studentů proti násilí na školách. 30. října navštívil Anin hrob a zápalil na něm svíčku polský prezident Lech Kaczyński.

## Náhled na Aninu sebevraždu
Řada studentů i jejich rodičů z Gymnázia č. 2, jakož i obyvatel vesnice, z níž Ania i útočníci pocházeli, označila chování žáků za běžné dětské hrátky a útočníky za nevinné děti, které nemají být trestány za to, že dívka neunesla „běžnou legraci“, respektive že si možná vzala život z úplně jiných důvodů, neboť pro duševně zdravou dívku by daná událost nebyla důvodem k tak razantnímu činu. Řada z nich ostře napadala a kritizovala gdaňského arcibiskupa Tadeusze Gocłowského, který při proslovu během pohřbu několikráte označil dívku za oběť dohnanou k sebevraždě, a útočili na soud, který nařídil dotyčné útočníky umístit na tři měsíce do vazby do nápravného zařízení pro mladistvé a hodlal je nadále stíhat. Právníci zastupující později žáky před soudem zastávali stejný názor. Propuštění chlapců doporučila dokonce i rodina Ani, která zpočátku přijala argumentaci svého okolí a prohlásila, že chlapcům nedává na smrti své dcery žádnou vinu. Svůj názor však rodiče Ani změnili poté, co zhlédli záznam, který jeden z původců šikany nahrál na mobil. Matka prohlásila, že už chápe, proč její dcera spáchala sebevraždu, a že to těm, kteří ji k ní dohnali, nikdy neodpustí. Že doposud je bránila, protože nevěřila, že by jí mohli něco takového udělat (všichni zúčastnění pocházeli z jedné vesnice, jeden z násilníků byl dokonce Anin bratranec). Později, při dalším rozhovoru s novináři, dodala, že chlapci nepochybně zavinili smrt její dcery, neboť to, co jí v onen pátek udělali by nikdo nevydržel, bylo to pokoření nad veškeré hranice.
Řada komentátorů a psychologů konstatovala, že z pohledu Ani to bylo, jako kdyby byla znásilněna doopravdy. Poukazovali dále na fakt, že se tak stalo veřejně před celou třídou, že minimálně velká část z toho byla natočena a že dívka měla reálný důvod bát se zveřejnění nahrávky, jakož i dalšího pokračování útoků v příštích dnech, což muselo její trauma vystupňovat do neuvěřitelných rozměrů. Celý zážitek, podpořený navíc hrozbou zveřejnění nahrávky, hrozbou opakování a strašlivou frustrací nad tím, co jí udělali lidé, které znala, z nichž některé možná považovala i za přátele, nepochybně postačoval k tomu, aby ji dohnal k sebevraždě. Psycholožka Wisanna Szymańska k tomu lakonicky dodává: Udělali jí vůbec to nejhorší, co lze provést patnáctileté dívce (…) Děti si sahají na život z mnohem banálnějších důvodů, než co potkalo Aniu.
Novinář a psycholog Piotr Pacewicz o útoku na Aniu napsal: Bylo to znásilnění. Sice předstírané, ale ve skutečnosti se ničím nelišilo od toho skutečného. A následky – ponížení a emocionální zranění Ani – se ukázaly natolik závažné, že jsme všichni zaplatili tu nejvyšší cenu: dívka spáchala sebevraždu.

## Osud trýznitelů
V počátku se nic nedělo, škola proti nim nijak nezakročila, ačkoliv učitelé věděli již v pátek, že Ania byla týraná a že se k ní chovali minimálně hrubě nepřístojně. Původně nedošlo k žádnému školnímu vyšetřování. Žák, který nahrával hrátky s Aniou, smazal záznam ihned poté, co se dověděl, že děvče spáchalo sebevraždu. Ve středu (stále, aniž by vedení školy podniklo kroky proti žákům) všech pět aktivních účastníků týrání Ani zadržela policie. Ten den také případ poprvé zaplnil první strany novin a televizní a rádiové zpravodajské relace. Byl zabaven telefon, z kterého policisté doufali získat nahraný záznam. Soud pro rodiny a nezletilé (Sąd Rodziny i Nieletnich) krátce poté rozhodl, že všichni účastníci budou umístěni v ústavu pro nezletilé. Zde strávili tři měsíce, poté byli čtyři z nich na žádost právníků propuštěni a vrátili se do školy, pátý byl propuštěn až 16. května 2007. Jejich propuštění kritizovala mluvčí práv dítěte Ewa Sowińska, podle které by jim spíše prospěl další pobyt v ústavech, než návrat k rodičům, kteří zkazili jejich výchovu a kteří jim budou dál sugerovat pocit, že neudělali nic špatného.
Během vyjasňovacího řízení právníci chlapců odmítli tvrzení o sexuálním napadání děvčete a zastávali stanovisko, že šlo o běžné hašteření a legraci, v čemž je podporovala stanoviska většiny ostatních žáků, vedení školy a rodin a rodáků obviněných chlapců, byť výpovědi před prokuraturou (včetně výpovědí samotných chlapců), které zveřejnily noviny, obsahují popisy jednání s jednoznačným sexuálním podtextem, které je dost těžko vysvětlitelné jinak, než jako hrubé sexuální obtěžování a šikana. Právníci též tvrdili, že není jasné, proč Ania spáchala sebevraždu, a dokonce se pokusili prokázat, že se tak stalo v důsledku rodinných třenic, nakonec ale od těchto snah upustili. Po celý vyjasňovací proces využívali toho, že je neveřejný, a zásobili tisk prohlášeními o nevině chlapců a o tom, že důkazy a výpovědi tento fakt podporují.
Právníci dále trvali na tom, že záznam filmu (autor smazal záznam ihned poté, co se dověděl, že děvče spáchalo sebevraždu, ale policejní technici ho dokázali – buďto celý, nebo minimálně jeho významnou část – obnovit, k dispozici byl však až v lednu 2007) dokazuje, že nešlo o nic vážného, jen o nevinné dětské hry, respektive, že nešlo o nic, co lze nazvat sexuálním útokem, respektive, že šlo jen o hrubé puberťácké balení (v orig. końskie zaloty), nicméně už při jeho promítání utrpěli těžkou ránu, když matka Ani, která až dosud veřejně zastávala názor, že chlapci jsou nevinní, změnila po zhlédnutí záznamu stanovisko a výslovně označila chlapce jako osoby, které dohnaly její dcerku k sebevraždě. Celkově lze říci, že rodina Ani byla zhlédnutím záznamu zjevně hluboce otřesena a náhled obhájců na jeho vyznění naprosto nesdílela. Novináři, kteří vinou chyby úředníků soudu dokázali sledovat film skrze špatně zatažené okno soudní síně, tvrzení obhájců a rodičů chlapců o vyznění filmu taktéž zpochybnili.
20. dubna 2007 soud rozhodl, že případ nebude odložen ani ukončen navržením kurátorského dohledu, ale že provinilci podstoupí nápravné řízení (postępowanie poprawcze), které rozhodne o jejich umístění v nápravných ústavech pro mladistvé. Pokud soud nehodlal nechat nezletilé pachatele trestně stíhat jako dospělé (mimořádný postup vyhrazený jen pro případy nejtěžších zločinů), nemohl vůči nim postupovat tvrději. Mluvčí soudu k tomu stručně podotkl: Není možno případ uzavřít, neboť chování náctiletých si nezaslouží mírné zacházení. Obviněným tak hrozí až dvouleté umístění v nápravném zařízení. První stání se odehrálo 17. května 2007, stejně jako předchozí vyjasňování je neveřejné. Justyna Koska-Janusz, obhájkyně jednoho z chlapců, sdělila novinářům, že jsou viněni ze skupinového násilí, psychického a fyzického týrání a hrubého slovního napadání, kterého se měli vůči nezletilé dívce dopustit. Opomněla přitom ovšem uvést asi nejzávažnější provinění, ze kterého se chlapci mají zodpovídat – přinucení k jiné činnosti sexuální (orig.: doprowadzenie do innej czynności seksualnej).

## Škola
Gimnazjum č. 2 se stalo terčem ostré kritiky ze strany novinářů a psychologů. Obojí tvrdili, že daná situace a její průběh svědčí o hrubém podceňování a ignorování násilí a šikany na této škole, průběh podle nich jasně ukazoval na to, že podobné jednání nemohlo být ojedinělé. Toto tvrzení podpořila svědectví několika žáků.
Škola byla kritizována též za fakt, že třída zůstala 20 minut bez dozoru, za laxní reakci na samotný incident bezprostředně po něm i dále, kdy se jím vedení školy vůbec nezabývalo ani poté, co se dovědělo, že dívka spáchala sebevraždu. Ředitel školy dokonce poslal svým nadřízeným stručnou zprávu s tím, že sebevražda se stala doma a nesouvisí se školou, ačkoliv již v té době věděl o pátečním incidentu.
Případ nakonec vyústil v odvolání pomořského kurátora osvěty a vynucenou rezignaci ředitele školy. Učitelka polštiny byla sankcionována za ponechání třídy bez dozoru a falšování záznamů v třídní knize. Od trestního stíhání prokuratura upustila, protože rodiče Ani prohlásili, že na něm nemají zájem.

## Důsledky
Smrt Ani vyvolala obrovský skandál. Novináři šokovaní samozřejmostí, s jakou třída přihlížela brutálnímu útoku, též provedli celou řadu rozhovorů se studenty na mnoha školách a zjistili, že obtěžování a napadání žaček je na mnohých vyšších základních a středních školách poměrně rozšířené a neřešené, že dívka nemá šanci dovolat se pomoci a že dokonce i některé studentky je považují za jakousi součást tvrdého prostředí, se kterou se prostě musí nějak vyrovnat.
Sebevražda Ani vyvolala v Polsku a okolních zemích zvýšený zájem novinářů a veřejnosti o kyberšikanu jako nový a velice nebezpečný druh šikany, zejména v té verzi, se kterou se Ania setkala – nahrání velice ponižující situace na mobil a její zveřejnění na internetu. Prakticky všechny české (ale i polské a slovenské) reportáže od října 2006, které se zabývají kyberšikanou, citují gdaňský případ jako klasický – jako jeden z prvních a nejtragičtějších případů kyberšikany v zemích střední a východní Evropy.
Polský ministr školství Roman Giertych zareagoval na novou situaci návrhem programu Nulové tolerance k násilí, jehož úkolem je posílit pravomoci učitelů a dohled na žáky a jejich disciplínu a restriktivní výchovu. Změny, které ministr zdůvodňoval Aniným případem, polarizují polskou společnost a z okolních zemí jsou často kritizovány.[zdroj?] Ačkoliv šikana je typická i pro autoritářská prostředí, v Polsku je Anin případ oficiálně používán jako argument proti liberálnímu pojetí výchovy a školského systému. Součástí školské reformy, při jejíž propagaci byl případ využit, má být například zavedení školních uniforem, omezování koedukace chlapců a dívek ve školách, zákaz používání mobilních telefonů ve školách atd.